# Rambla de Santa Cruz

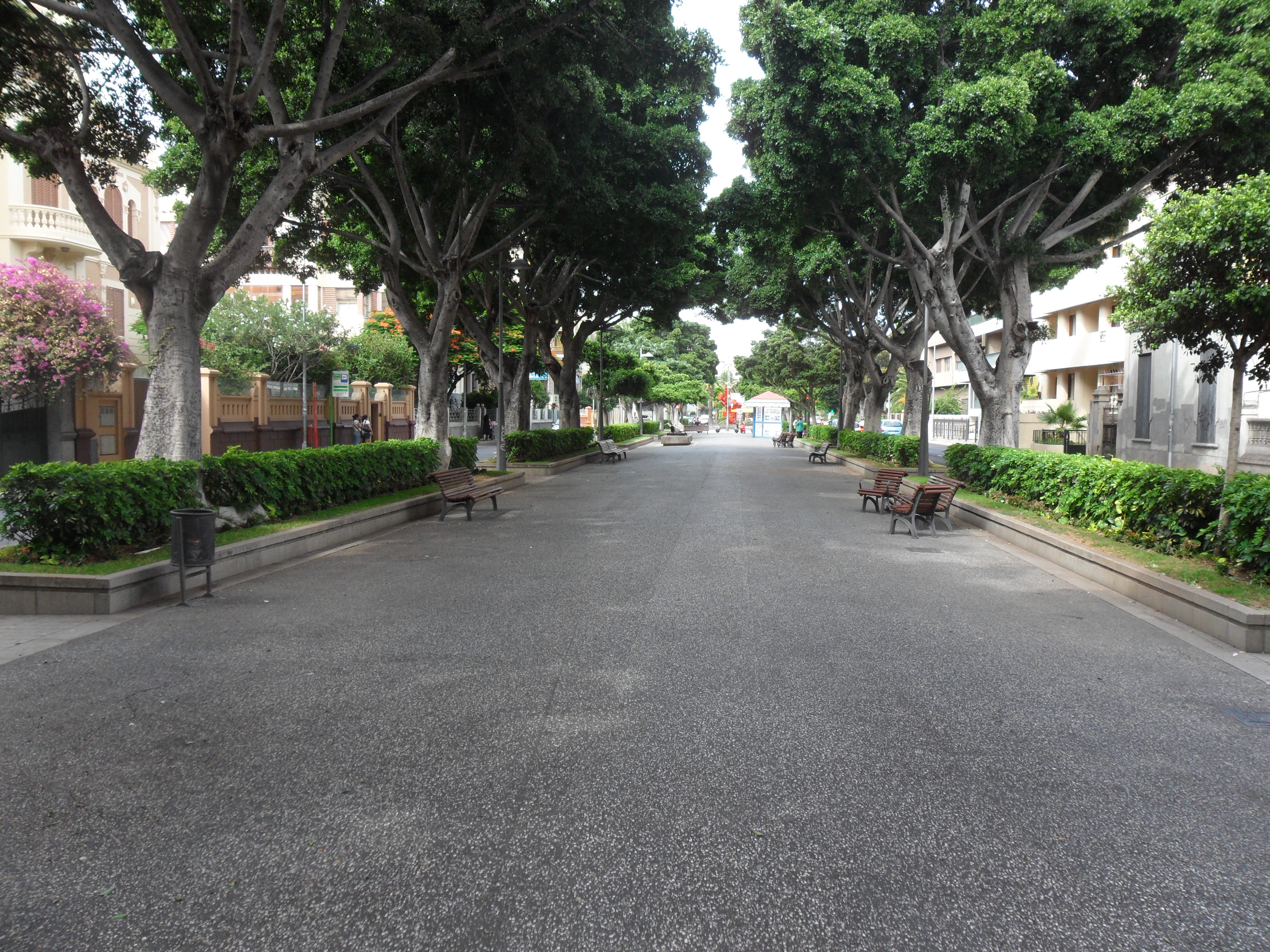
Rambla de Santa Cuz

La Rambla de Santa Cruz, més coneguda com a La Rambla, és l'artèria central de la ciutat de Santa Cruz de Tenerife (Canàries, Espanya), comença a la Plaça de la Pau i acaba a l'Avinguda d'Anaga.
Consta d'un passeig de vianants central i de dos carrils per al trànsit a banda i banda del passeig, un per a cada sentit de la circulació. La vegetació de La Rambla està formada majoritàriament per llorers d'Índies, flamboyanes, xicrandes i palmeres, així com plantes de temporada. La via té una suau inclinació inicial, però a partir del Parc García Sanabria augmenta el seu pendent en el seu tram final. Està inclosa dins de les anomenades "zones verdes" de la ciutat, sent a més l'avinguda més gran de Canàries.

## Història
En 1661 es va obrir un camí, conegut com el Camí dels Cotxes, que anava des del carrer de Santa Rita (avui Viera i Clavijo) fins al carrer de Els Camps (avui Doctor José Naveiras). En 1853 el camí va ser perllongat cap al nord i entre 1863 i 1873 ho faria cap al sud arribat fins a la cruïlla de Quatre Camins que avui coneixem com la plaça de la Pau.
Ha canviat el seu nom en diverses ocasions en funció dels esdeveniments. Primer va ser Passeig d'Ortega per posteriorment dir-Rambla 11 de febrer (data de proclamació de la I República), nominació que es va mantenir fins al 5 d'octubre de 1936 a què es va rebatejar com a Rambla del General Franco. Aquest nom es mantingué fins al 2008 passant a denominar-Rambla de Santa Cruz.

## Galeria

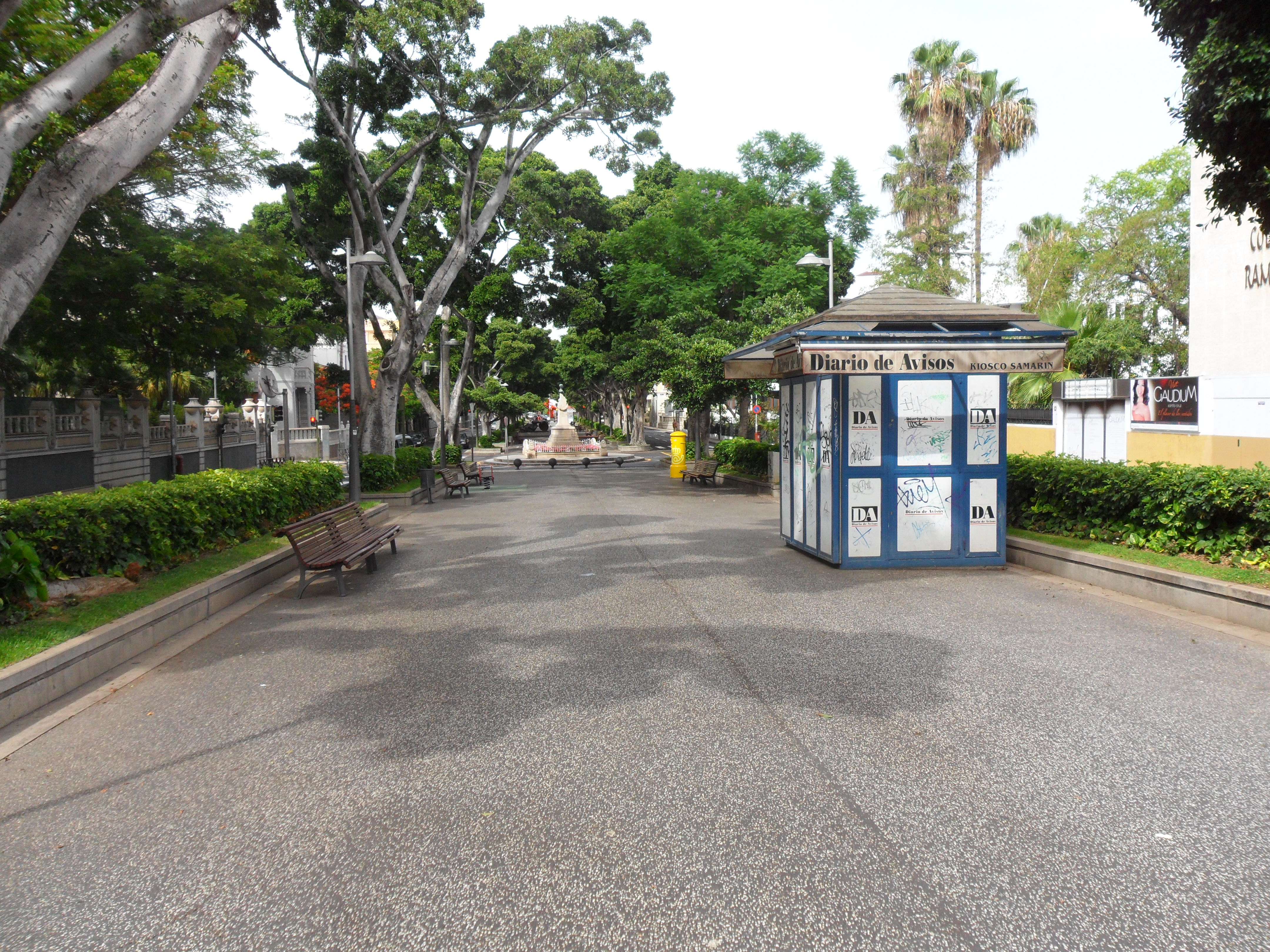
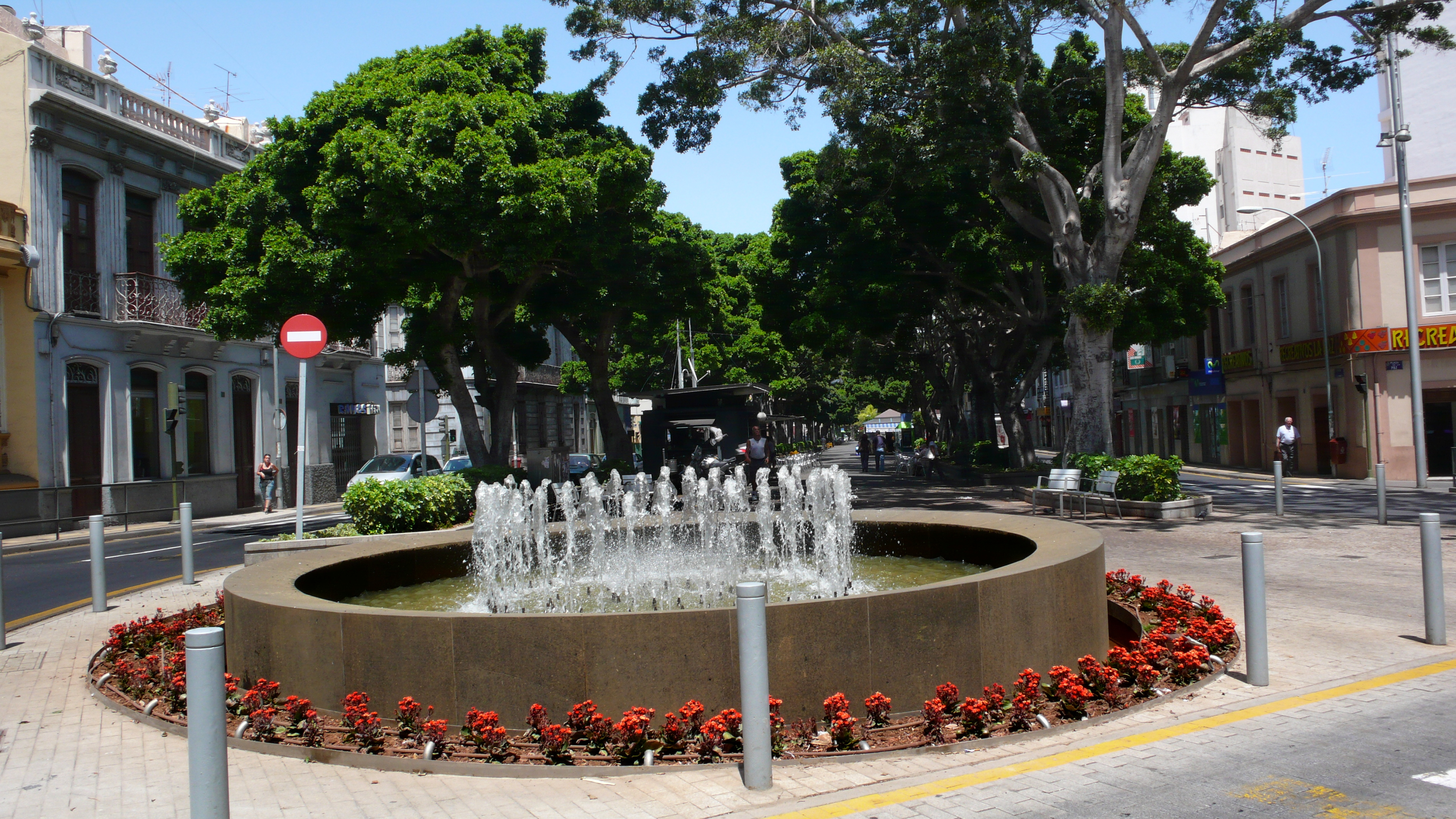
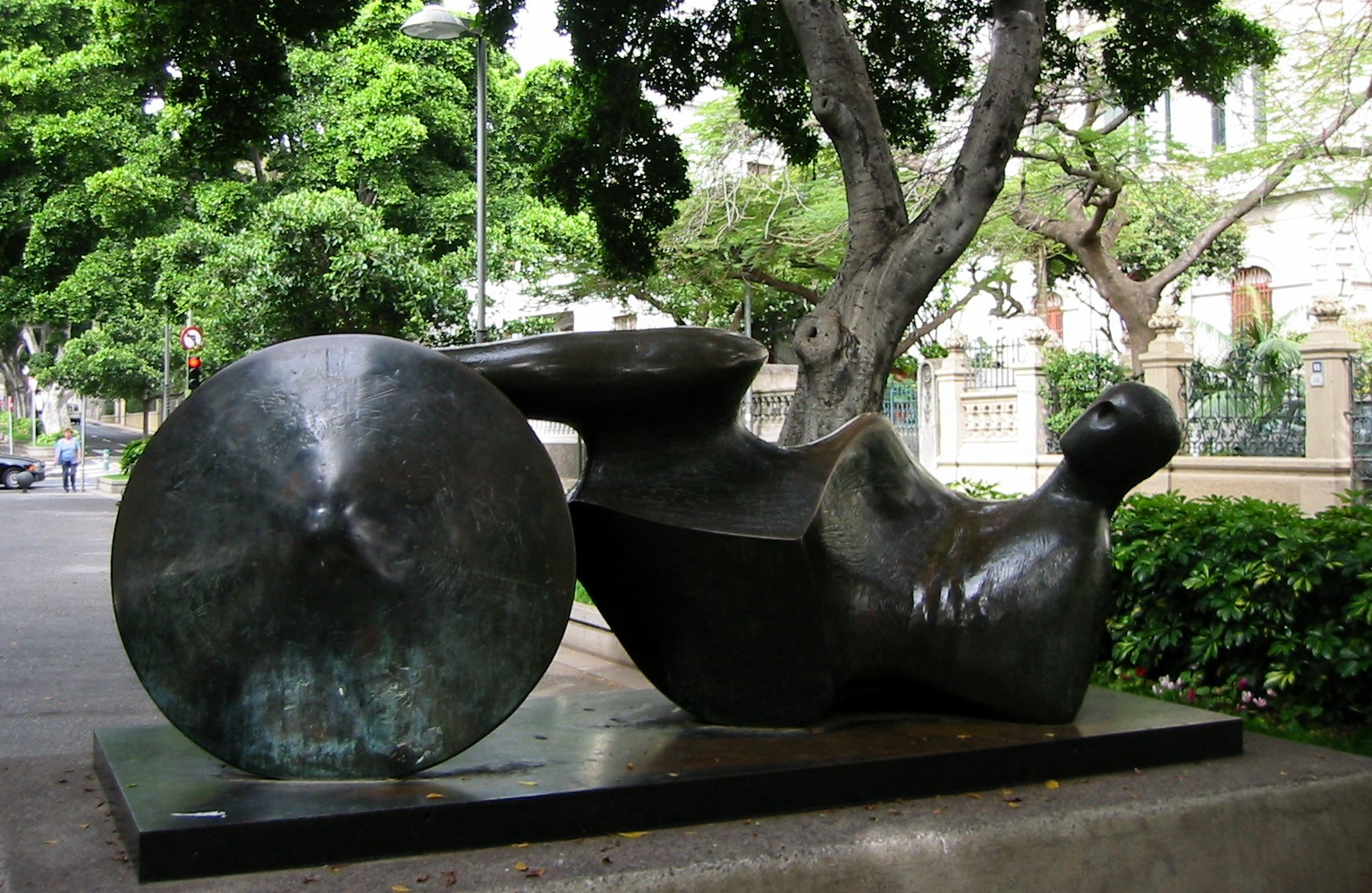

## Escultures
Al llarg de la Rambla es troben diverses escultures:
- El Guerrer de Goslar, d'Henry Moore.
- Executors i executats, de Xavier Corberó.
- Nivell, de Joaquín Rubio Camín.
- Sense títol, de Feliciano Hernández.
- Lorea, de Ricardo Ugarte.
- Illes, de Jaume Plensa.